# Walker-Gletscher
Der Walker-Gletscher ist ein auf dem Rückzug befindlicher Gletscher im ostantarktischen Viktorialand. In der Willett Range fließt er in nordöstlicher Richtung entlang der Westflanke des Gibson Spur in das Caffin Valley.
Das New Zealand Geographic Board benannte ihn 2005 nach Barry Walker, Mitglied der geologischen Mannschaft dreier aufeinanderfolgender antarktischer Sommerkampagnen der Victoria University’s Antarctic Expeditions zwischen 1979 und 1983, der dabei Studien am Mount Bastion geleitet hatte.